# Francisco José Olivares
Francisco José Olivares (Rubielos Bajos, Cuenca, 17 de noviembre de 1778 — Salamanca, 2 de septiembre de 1854) fue un compositor y organista español que vivió a finales del siglo XVIII y principios del XIX. Desarrolló su carrera musical en Cuenca, Orihuela y Salamanca.

## Biografía

### Primeros años
A los 9 años de edad, en 1788, ingresó en el Colegio San José de infantes de coro de la Catedral de Cuenca, donde inició su formación musical. Sus maestros fueron Pedro Aranaz, del que fue alumno predilecto, y el organista Juan Manuel del Barrio. Sus dos primeras obras datan de 1794, siendo un Motete y una Misa.

### Orihuela
El 29 de julio de 1796 obtuvo la plaza de organista 2.º de la Catedral de Orihuela (Alicante) donde permaneció hasta 1803.

### Salamanca
Olivares se trasladó a Salamanca en 1803, al obtener el nombramiento de organista 1.º y de rector del Colegio de Mozos de Coro de Nuestra Señora de la Asunción. En 1806, con el objeto de mejorar la enseñanza de los niños de coro de la Catedral, solicitó ayuda a su maestro Pedro Aranaz para establecer en Salamanca un colegio de infantes a semejanza del de Cuenca. A raíz de esta colaboración realizó un Tratado de Composición, del que se conserva una copia en la Biblioteca del Real Conservatorio Superior de Música de Madrid.

### En la Corte
En 1817 Olivares acompañó a Manuel José Doyagüe a la corte, presentándose ante el rey Fernando VII, con motivo del nacimiento de la primera hija de éste y de su mujer Isabel de Braganza. Ambos dirigieron su música en la Real Capilla: Doyagüe presentó el Te Deum a 8 con órgano obligado en re mayor y su Gran Misa, ambos para dos coros y orquesta y Olivares su Escena de Abrádates y Panteá para canto y pianoforte. La escena alude a través de la mitología a la reciente viudedad del rey, pues la reina no sobrevivió al parto de su primogénita, que también falleció pocos meses después.

### Últimos años
Olivares pasó el resto de su vida vinculado a la Catedral de Salamanca, aunque procurando alcanzar un mayor reconocimiento. El 7 de octubre de 1825 logró ser nombrado, previa petición al cabildo, maestro de capilla de la Catedral de Segovia, nombramiento que rechazó el 9 de febrero de 1826. El 4 de marzo de 1830 se convocaron oposiciones para el cargo de director y compositor de la Real Capilla de Madrid, presentándose Olivares, pero sin lograr la plaza. En 1839 asumió parte de las funciones del maestro de capilla al no poder cumplirlas Doyagüe, debido a su avanzada edad. Fue beneficiado por la reina Isabel II en virtud del concordato en 1851, pero no logró jubilarse debido a la precaria situación económica de la Catedral. Falleció en 1854.

## Obra
Su obra es principalmente religiosa y vocal: villancicos, salmos, motetes, misas, lamentaciones etc., si bien también cultivó géneros profanos como la canción y la escena, y el órgano. Entre sus obras teóricas hay que destacar el Tratado de Composición. El archivo de la Catedral de Salamanca conserva una treintena de sus obras. Otras obras se conservan en la Biblioteca Nacional y en el Real Conservatorio de Madrid